# 赤﨑夏実
赤﨑 夏実（あかざき なつみ、1989年8月5日 - ）は、関西を中心に活動しているエレクトーン奏者、リポーター。ヤマハエレクトーンのデモンストレーターとしても登録されている。

## 人物・経歴
- 兵庫県立伊川谷高等学校・大阪音楽大学短期大学部ジャズポピュラー科卒業。
- エレクトーン歴は3歳から。
- 以前はエレクトーンSTAGEAなどのCMをはじめ、各地でデモ演奏をしていた。
- 2009年9月28日から2024年12月27日まで、「おはよう朝日です」（ABCテレビ）のエレクトーン奏者として出演していた。
- 番組では初めての平成生まれのエレクトーン奏者である。
- 土曜版の『おはよう朝日土曜日です』にエレクトーン奏者・リポーターとして出演中の小椋寛子は大学の後輩に当たる。
- 趣味はショッピング、人間観察。
- 11月16日・17日開催のおはパー2024ライブステージの17日ラストライブのステージ上で「年内を以て『おはよう朝日です』を卒業する」と発表。11月18日放送の同番組内でも改めてこの件を発表した[2]。

## 主な出演

### テレビ
- おはよう朝日です（ABCテレビ） - エレクトーン演奏、リポーター
- 必殺仕事人2015（ABC・テレビ朝日共同制作） - 『おは朝』の番組企画で出演。

### CM
- エレクトーンSTAGEA（2005年） - 平岩嘉信作曲『君をみつけて』を演奏。

## 関係のある音楽家
- TeddyLoid - サウンドプロデューサー。ともに中学3年生の時に、なんばHatchにて競演している。
- 藤井洋 - キーボードプレーヤー。エレクトーン『STAGEA』のCMメイト。